# مرونة تقاطع الطلب
في علم الاقتصاد، تقيس مرونة الطلب المتقاطعة (أو السعر المتقاطع) (بالانجليزية : cross (or cross-price) elasticity of demand) تأثير التغيرات في سعر سلعة ما على الكمية المطلوبة من سلعة أخرى. وهذا يعكس حقيقة أن الكمية المطلوبة من السلعة لا تعتمد فقط على سعرها (مرونة الطلب السعرية) ولكن أيضًا على سعر السلعة الأخرى "ذات الصلة".
يتم حساب المرونة المتقاطعة للطلب على أنها النسبة بين النسبة المئوية للتغير في الكمية المطلوبة لسلعة ما والنسبة المئوية للتغير في سعر سلعة أخرى ، مع افتراض ثبات باقى المتغيرات: